# Óriás papsapkagomba
Az óriás papsapkagomba (Gyromitra gigas) a koronggombafélék családjába tartozó, Európában és Észak-Amerikában honos, mérgező gombafaj.

## Megjelenése
Az óriás papsapkagomba kalapja 4–10 cm magas, 5–10 cm széles. Alakja igen változatos, szabálytalan; felülete durván ráncolt, gyűrött, barázdált. Színe világos sárgás- vagy sötétbarna; az alsó, nem spóratermő felülete fehér. A termőtest törékeny lemezének vastagsága 1–2 mm, színe vagy szaga nem jellegzetes.
Tönkje rövid, tömzsi: 2–8 cm magas, 3–7 cm vastag. Felülete gödörkés, bordás, barázdált. Színe fehéres.
Nagy spórái 25-35 x 12-16 mikrométeresek, elliptikusak, sima felszínűek, egy nagy, középső elhelyezkedésű olajcseppel.
Egyes taxonómusok a fajból elkülönítik a Gyromitra montanát és a G. korfiit.

### Hasonló fajok
A redős papsapkagombával vagy vörösbarna papsapkagombával lehet összetéveszteni.

## Elterjedése és termőhelye
Európában és Észak-Amerikában honos. Magyarországon ritka. Lombos- vagy ritkábban fenyőerdőben nő, talajon vagy erősen elkorhadt tuskókon, fatörzseken. Áprilistól májusig terem.
Enyhén mérgező, giromitrint tartalmaz. Többszöri forrázással (jól szellőző helyiségben, mert a méreganyag illékony és a forrázóvíz cserélésével) a méreg eltávolítható belőle és ilyenkor már fogyasztható. 

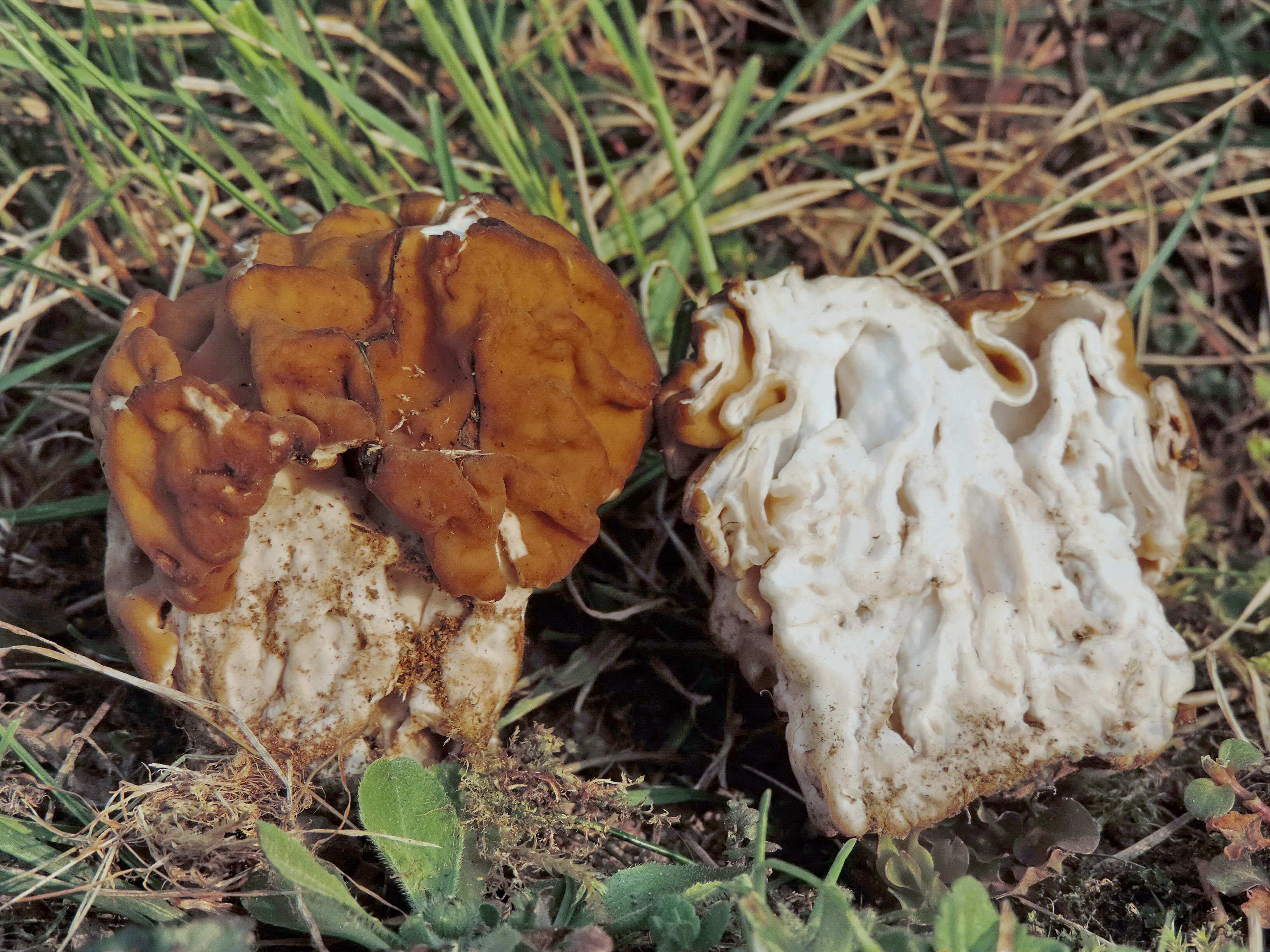
Óriás papsapkagomba
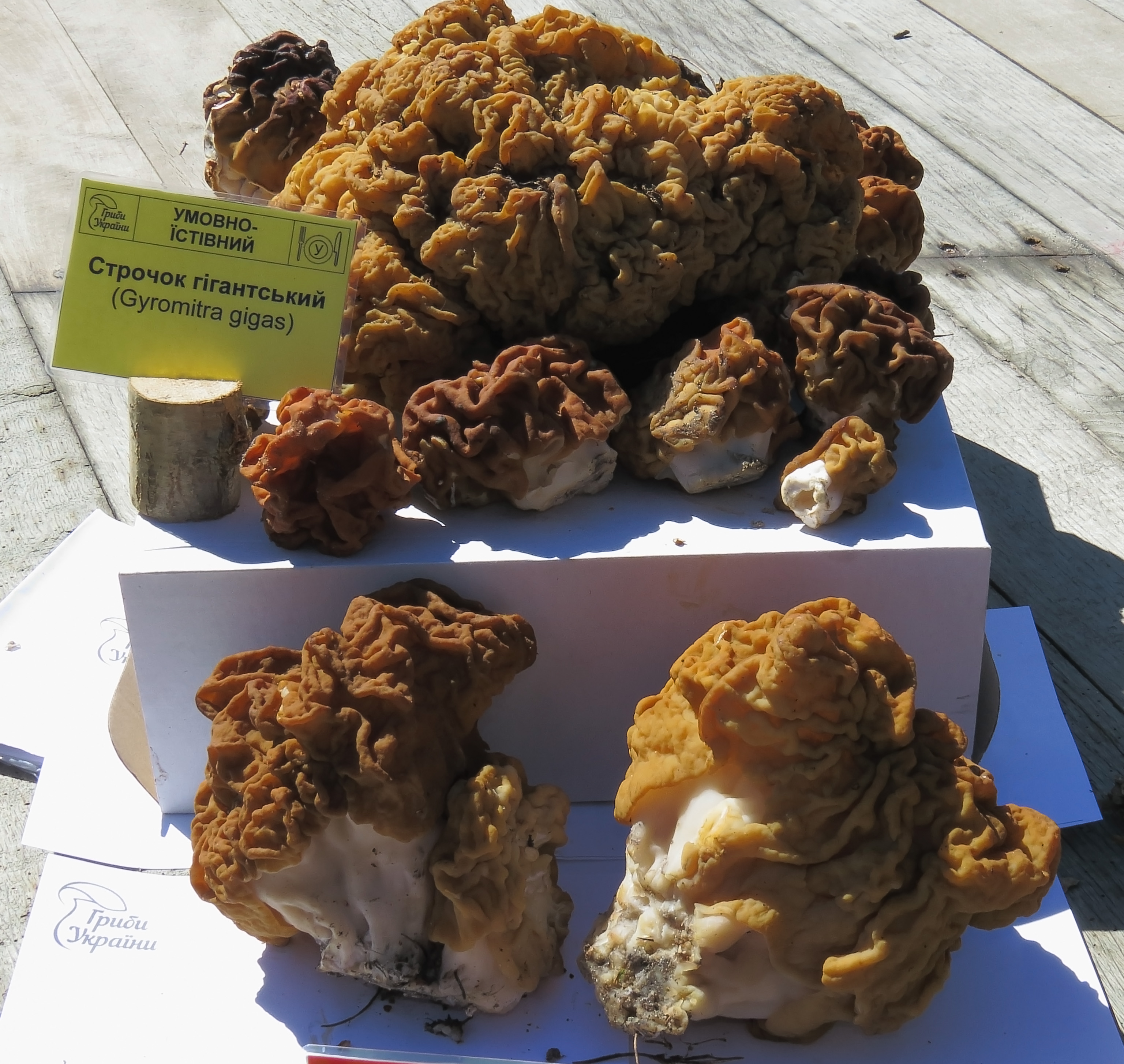
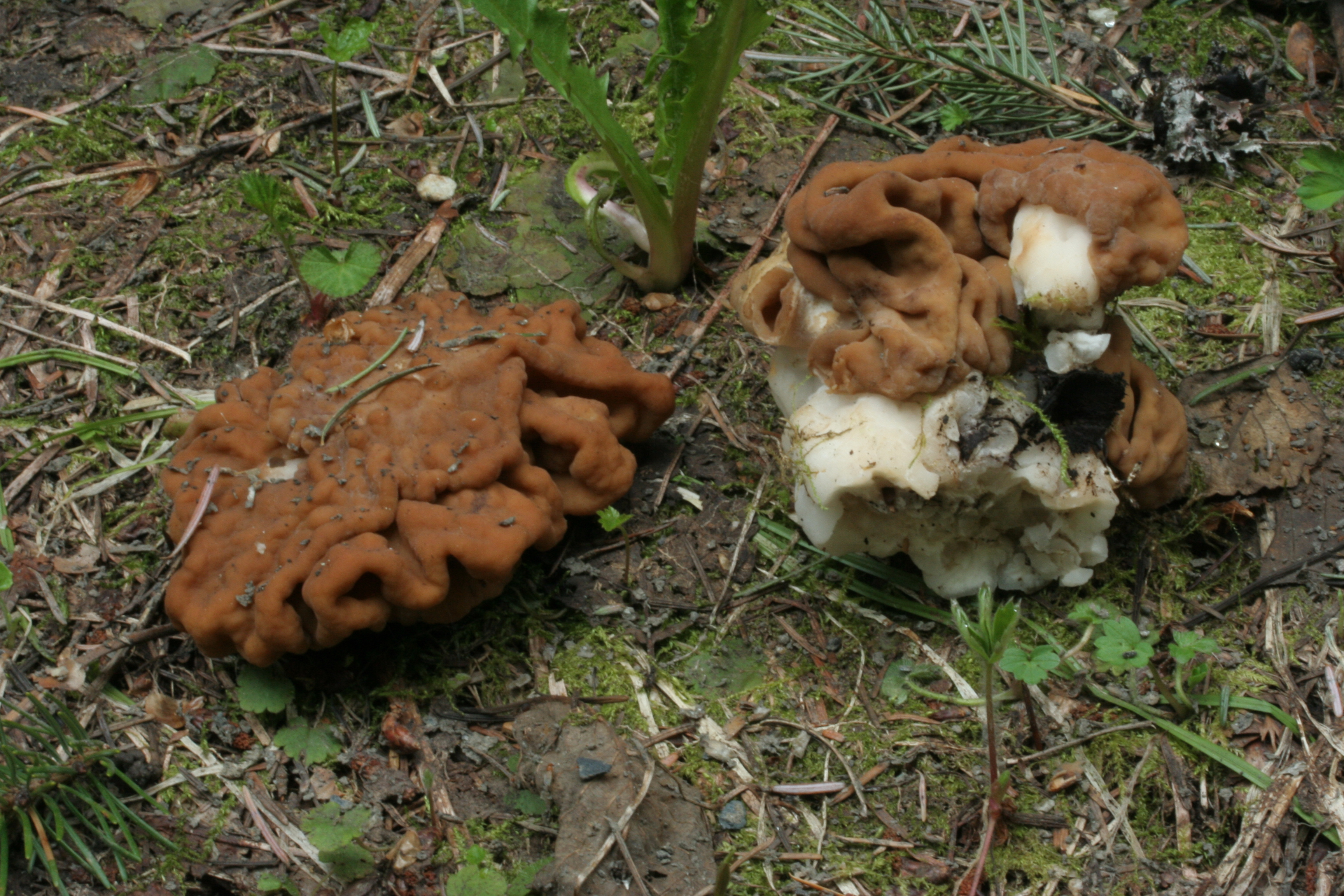
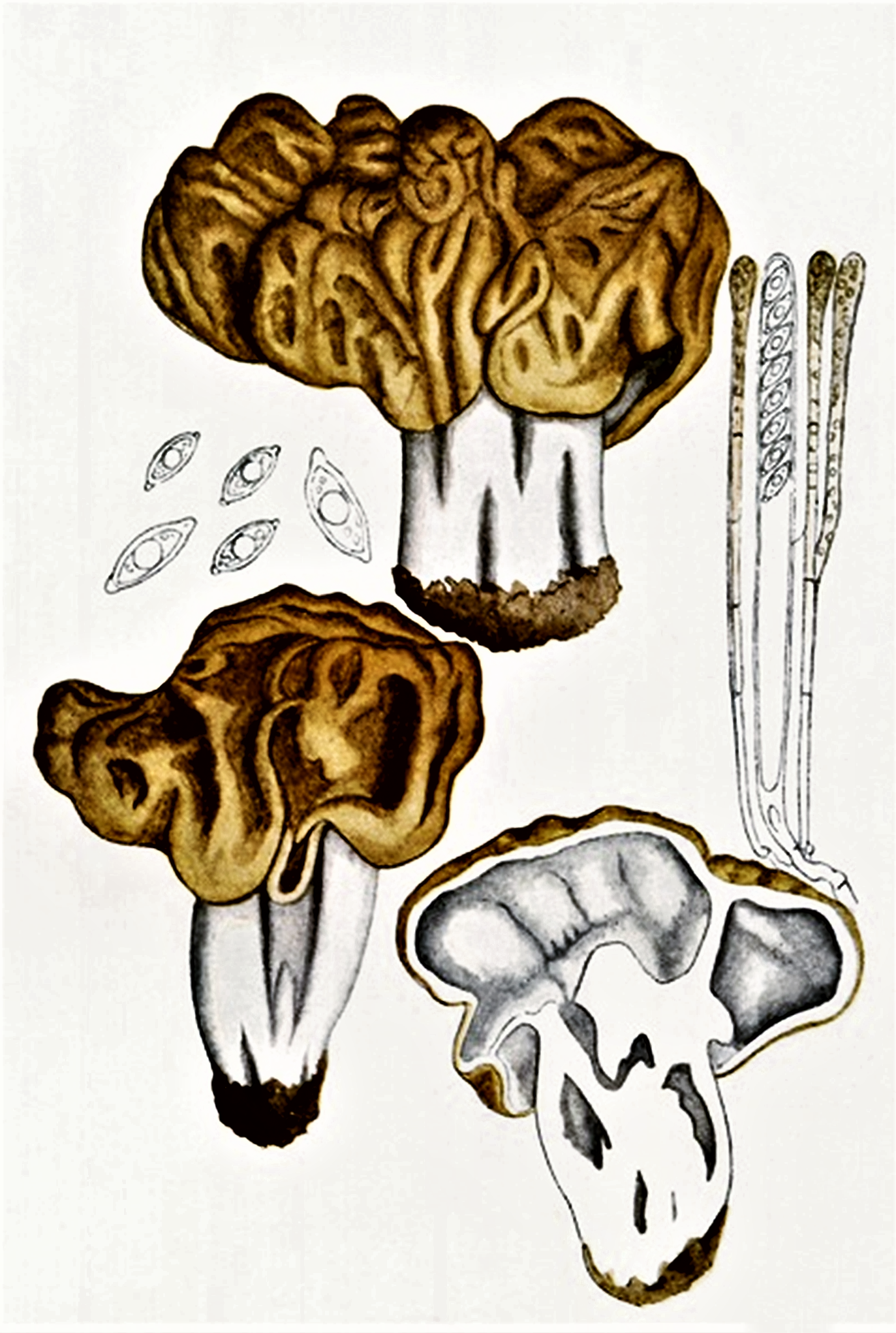
Ábrázolása egy olasz gombakönyvben (1932)